# 阿克塞尔·博格曼
阿克塞爾·博格曼（德語：Axel Borgmann；1994年7月8日—）是一位德國足球運動員。他現在效力於德國足球甲級聯賽球隊沙爾克04足球俱樂部。他也代表德國U19國家足球隊參賽。